# Chrysopeleiinae
Die Chrysopeleiinae sind eine Unterfamilie der Prachtfalter (Cosmopterigidae). Sie kommt weltweit vor mit Ausnahme von Ozeanien und umfasst etwa 270 Arten in 22 Gattungen.

## Merkmale
Die Hinterflügel der Falter haben eine offene Zelle, wobei dieses Merkmal eine Rückentwicklung darstellt. Der Uncus ist ausgebildet oder fehlt und besteht, wenn vorhanden, nicht aus zwei großen, asymmetrischen Lappen, die bis zur Basis getrennt sind.
Die Raupen haben am ersten Hinterleibssegment ein oder zwei subventrale Borsten. Am ersten bis achten Hinterleibssegment sind die Borsten L1/L2 fast horizontal ausgerichtet. Die Klauen an den Bauchbeinen sind uniordinal-kreis- oder -ellipsenförmig angeordnet. Diese Anordnung ist manchmal seitlich offen. Die Puppe ist extrem gedrungen, ihre Fühler treffen sich in der Mitte. Sie besitzt keinen Kremaster und auch keine Behaarung an der Hinterleibsspitze.

## Lebensweise und Systematik
Die Raupen leben an lebenden Pflanzen und Blättern, in Pflanzengallen an Ästen oder Wurzeln, in Blüten oder an Samen oder bohren in Rinde. Zu der Unterfamilie gehören unter anderem folgende Gattungen:
- Ascalenia
- Cholotis
- Ithome
- Leptozestis
- Perimede
- Periploca
- Sorhagenia
- Stilbosis
- Walshia

## Belege